# Hvězdoňovice
Hvězdoňovice (en allemand : Hwiezdonowitz) est une commune du district de Třebíč, dans la région de Vysočina, en République tchèque. Sa population s'élevait à 111 habitants en 2020.

## Géographie
Hvězdoňovice se trouve à 9 km à l'ouest de Třebíč, à 24 km au sud-est de Jihlava, à 62 km à l'ouest de Brno et à 135 km au sud-est de Prague.
La commune est limitée par Okříšky et Petrovice au nord, par Krahulov à l'est, par Čechočovice et Markvartice au sud, et par Pokojovice à l'ouest.

## Histoire
La première mention écrite de la localité date de 1371.

## Transports
Par la route, Hvězdoňovice se trouve à 9,5 km de Třebíč, à 26 km de Jihlava et à 147 km de Prague.